# Philippe Koch
Philippe Koch est un footballeur suisse né le 8 février 1991 à Jegenstorf. Il évolue au poste de défenseur. Il est le frère de Raphael Koch (de) également footballeur.

## Biographie

### Carrière en club
Repéré par le FC Zurich, Philippe Koch découvre la Super League avec le club zurichois. Profitant de la politique de formation du pensionnaire du Letzigrund, il joue très régulièrement en championnat comme en coupe d'Europe en tant que titulaire.

### Carrière internationale
Grâce à ses excellentes performances sous le maillot zurichois, Philippe Koch est sélectionné pour participer à l'Euro espoirs 2011. 
Au début de la compétition, il est, dans la tête du coach Pierluigi Tami, remplaçant derrière Gaetano Berardi et Fabio Daprelà. Cependant, il profite de la blessure de Daprelà pour devenir un titulaire indiscutable dans la défense suisse. 
Il dispute par la suite des matchs convaincants à son poste et bénéficie d'une bonne entente avec Xherdan Shaqiri sur le côté droit du terrain. L'Équipe de Suisse espoirs de football atteint la finale face à l'Équipe d'Espagne espoirs de football sans avoir encaissé de buts.

## Palmarès

### Titres remportés en sélection nationale
- Suisse Espoirs
  - Championnat d'Europe espoirs
    - Finaliste : 2011

### Titres remportés en club
- FC Zurich
  - Championnat de Suisse de football
    - Vainqueur : 2009

  - Coupe de Suisse de football
    - Vainqueur : 2014, 2016

## Statistiques
| Saison                | Club                  | Championnat           | Championnat | Championnat | Coupe(s) nationale(s) | Coupe(s) nationale(s) | Compétition(s) continentale(s) | Compétition(s) continentale(s) | Compétition(s) continentale(s) | Sélection                     | Sélection | Sélection | Total | Total |
| Saison                | Club                  | Division              | M.          | B.          | M.                    | B.                    | Comp.                          | M.                             | B.                             | Équipe                        | M.        | B.        | M.    | B.    |
| 2008-2009             | FC Zurich             | Super League          | 11          | 0           | 0                     | 0                     | C3                             | 1                              | 0                              | Suisse -19 ans                | 6         | 0         | 18    | 0     |
| 2009-2010             | FC Zurich             | Super League          | 25          | 0           | 1                     | 0                     | C1                             | 8                              | 0                              | Suisse espoirs                | 6         | 1         | 40    | 1     |
| 2010-2011             | FC Zurich             | Super League          | 27          | 0           | 5                     | 0                     | -                              | -                              | -                              | Suisse espoirs                | 11        | 0         | 43    | 0     |
| 2011-2012             | FC Zurich             | Super League          | 16          | 1           | 3                     | 0                     | C1 C3                          | 3 5                            | o 0                            | Suisse espoirs                | 6         | 0         | 33    | 1     |
| 2012-2013             | FC Zurich             | Super League          | 28          | 0           | 5                     | 0                     | -                              | -                              | -                              | Suisse espoirs                | 2         | 0         | 35    | 0     |
| 2013-2014             | FC Zurich             | Super League          | 31          | 1           | 3                     | 0                     | C3                             | 2                              | 0                              | -                             | -         | -         | 36    | 1     |
| 2014-2015             | FC Zurich             | Super League          | 29          | 0           | 3                     | 0                     | C3                             | 7                              | 0                              | -                             | -         | -         | 39    | 0     |
| 2015-2016             | FC Zurich             | Super League          | 34          | 3           | 5                     | 1                     | C3                             | 2                              | 0                              | -                             | -         | -         | 41    | 4     |
| Sous-total            | Sous-total            | Sous-total            | 201         | 5           | 25                    | 1                     | -                              | 28                             | 0                              | Suisse -19 ans Suisse espoirs | 6 25      | 1 0       | 285   | 7     |
| 2016-2017             | Novare Calcio         | Série B               | 3           | 0           | 3                     | 0                     | -                              | -                              | -                              | -                             | -         | -         | 6     | 0     |
| Sous-total            | Sous-total            | Sous-total            | 3           | 0           | 3                     | 0                     | -                              | -                              | -                              | -                             | -         | -         | 6     | 0     |
| 2017-2018             | FC Saint-Gall         | Super League          | 14          | 0           | 3                     | 0                     | -                              | -                              | -                              | -                             | -         | -         | 17    | 0     |
| 2018-2019             | FC Saint-Gall         | Super League          | 1           | 0           | -                     | -                     | -                              | -                              | -                              | -                             | -         | -         | 1     | 0     |
| Sous-total            | Sous-total            | Sous-total            | 15          | 0           | 3                     | 0                     | -                              | -                              | -                              | -                             | -         | -         | 18    | 0     |
| Total sur la carrière | Total sur la carrière | Total sur la carrière | 220         | 5           | 31                    | 1                     | -                              | 28                             | 0                              | Suisse -19 ans Suisse espoirs | 6 25      | 1 0       | 310   | 7     |